# Aurelio García Macías
Aurelio García Macías (Pollos, 28 de março de 1965), é um acadêmico e eclesiástico espanhol. Desde 2021 é subsecretário da Congregação para o Culto Divino e a Disciplina dos Sacramentos.

## Biografia
Licenciado em Filosofia pela Universidade de Salamanca, foi ordenado sacerdote em 1992 em Valladolid. É doutorado em Liturgia pelo Pontifício Ateneu Santo Anselmo de Roma, com uma tese intitulada Presbíteros em cada Igreja (At. 14, 23) A oração de ordenação do sacerdote no rito bizantino-grego e no rito romano.  Foi professor visitante da Faculdade de Teologia San Dámaso de Madrid e presidente da Associação Espanhola de Professores de Liturgia. Os seus primeiros destinos foram as freguesias de Villalba de los Alcores e La Mudarra.

### Delegado da Liturgia daArquidiocese de Valladolid
Em 1997 foi nomeado Delegado da Liturgia da Arquidiocese de Valladolid, cargo que acumulou com o de pároco da Igreja de Santiago Apóstol.
Em 2005 foi também nomeado Conselheiro da Irmandade das Sete Palavras, proferindo o Sermão das Sete Palavras no ano seguinte na Plaza Mayor,  cargos todos que ocuparia até 2011.

### Reitor do Seminário de Valladolid
Entre 2011 e 2015 foi Reitor do Seminário de Valladolid. Durante o seu mandato realizaram-se os eventos comemorativos do 50º aniversário do atual edifício e aprofundou o tema da crise vocacional, numa cidade em que são ordenados dois sacerdotes por ano. Defendeu um bom trabalho formativo, próximo da realidade social e humana e da proximidade da instituição,  confirmando a existência de um perfil de seminarista que já fez carreira anteriormente. 
Também se pronunciou sobre os casos de pedofilia na Igreja, considerando que se deviam a uma integração não social do indivíduo e a uma formação afetiva inadequada, para os quais teve que se aprofundar na questão de uma formação afetiva e sexual integral. 
Em 2013 foi nomeado Académico de Belas Artes, tomando posse a 29 de maio de 2014 com a intervenção intitulada Arte e liturgia: per viam pulchritudinis. 

### Chefe do Escritório da Congregação para o Culto Divino e a Disciplina dos Sacramentos
Em 2015, dentro da reforma que o Papa Francisco confiou ao cardeal Robert Sarah, ele foi nomeado Capo Ufficio da Congregação para o Culto Divino e a Disciplina dos Sacramentos, sob a sua prefeitura. O seu trabalho consiste na administração e despacho ordinário dos assuntos da Congregação. Ele encerrou o seu mandato como reitor em 31 de agosto de 2015, ingressando no seu novo cargo dias depois. 
Em 2010, já havia sido nomeado consultor externo da Congregação pelo Papa Bento XVI, como especialista em liturgia, mas não tinha vínculo permanente com a instituição. 
No dia 27 de março de 2021 foi nomeado subsecretário da Congregação pelo Papa Francisco, enquanto lhe conferia a dignidade episcopal atribuindo-lhe o bispo titular de Rotdon.  Recebeu a consagração episcopal no dia 7 de julho das mãos do cardeal Ricardo Blázquez Pérez.